# Sant Salvador de Vimbodí
Sant Salvador de Vimbodí és una església del poble de Vimbodí, del municipi de Vimbodí i Poblet (Conca de Barberà). És un monument gòtic protegit com a bé cultural d'interès local.

## Descripció
Temple parroquial de la vila de Vimbodí situat a la part alta del nucli històric, on deuria aixecar-se l'antic castell. És de planta rectangular i una sola nau. Consta de tres trams amb volta de creueria, amb nervis motllurats que reposen en mènsules adossades als murs. L'absis és rectangular amb una obertura apuntada. Té un altre finestral de mig punt al mur sud. El parament és de carreus regulars de pedra.
Al segle xvi es construí el cor, sostingut per una volta de creueria amb nervadures estelades. També del segle xvi és la capella del baptisteri. Destaca la porta d'accés, lateral, de mig punt i adovellada, amb fines motllures i cobrint-la un guardapols coronat amb floró. El campanar és de base quadrada i amb obertures de mig punt i escala d'accés de caragol. Les capelles laterals del presbiteri s'obriren al segle xix. Destaca al baptisteri la pica baptismal gòtica, en forma lobulada.
L'estil evoluciona del cistercenc passant pel gòtic, del segle xiv, fins al flamíger i gòtic tardà (segle xvi), tot sota la influència directa de Poblet.

## Història
Un testament de 1191 fa una donació per a l'obra de Sant Salvador, referint-se a la construcció de l'anterior temple. De l'actual, no posseïm dades documentals concretes. Per l'heràldica existent cal concloure que fou impulsat pels abats de Poblet, aspecte confirmat per la tipologia arquitectònica. Deuria iniciar-se a finals del segle xiii i es construïa la volta durant l'abadiat de Ponç de Copons (1316-1348), car hi feu esculpir les seves armes. El portal d'entrada i el campanar foren obra de l'abat Domènec Porta (1502-1526), amb el seu escut esculpit en ambdós llocs. El temple fou incendiat el 1936, destruint-se el retaule gòtic del Roser. Les restauracions acabaren l'any 1966.